# フローラ (レンブラント、エルミタージュ美術館)

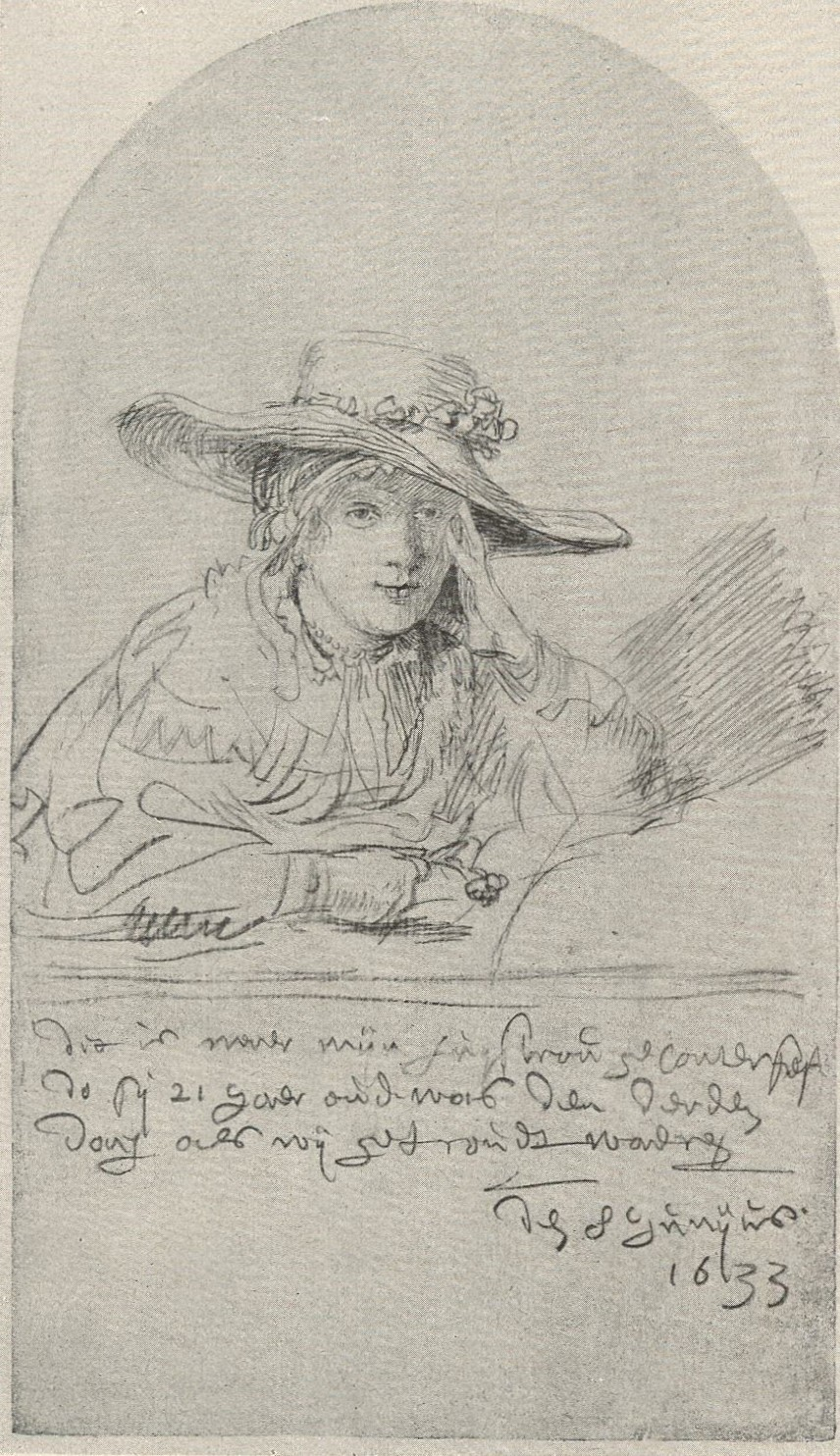
1633年の素描『サスキア・ファン・オイレンブルフ』。ベルリン国立版画素描館所蔵。

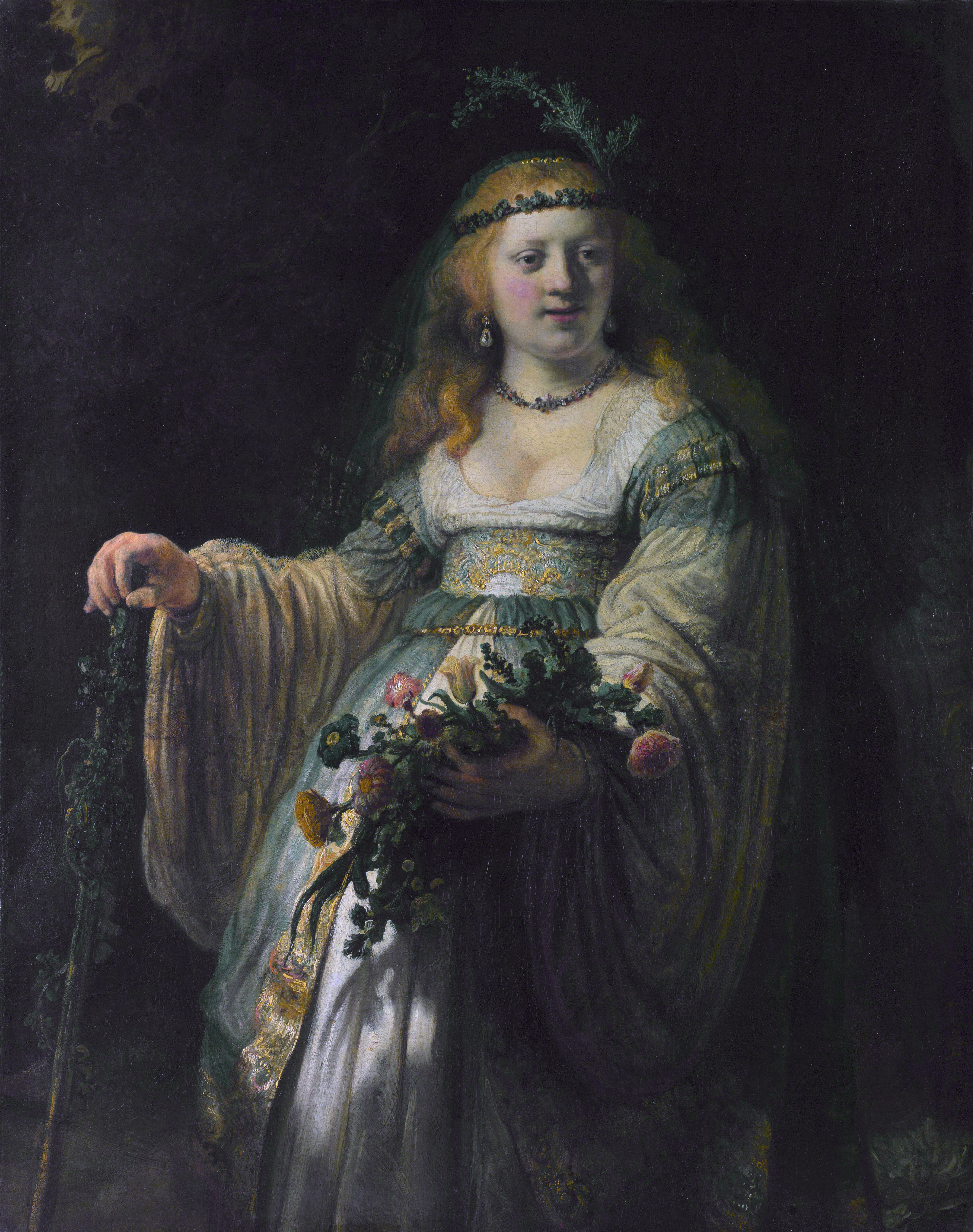
1635年の絵画『アルカディアの衣装を着たサスキア』。以前はフローラを描いたと考えられていた。ロンドン・ナショナル・ギャラリー所蔵。

『フローラ』（蘭: Flora, 露: Флора）は、オランダ黄金時代の巨匠レンブラント・ファン・レインが1634年に制作した絵画である。油彩。主題はローマ神話の春の女神フローラから採られており、レンブラントの妻サスキア・ファン・オイレンブルフをモデルに描いたとされている。18世紀にアムステルダムのヘルマン・アーレンツ卿（Herman Aarentz）が所有したのち、ロシア皇帝エカチェリーナ2世によって購入された。現在はサンクトペテルブルクのエルミタージュ美術館に所蔵されている。またメトロポリタン美術館とドレスデン美術館に別のバージョンが所蔵されている。おそらく楕円形にトリミングされた初期の部分的な複製がデン・ハーグの個人コレクションに所蔵されている。

## 制作背景
本作品はレンブラントとサスキア・ファン・オイレンブルフが結婚した1634年に制作された。サスキアはレーワルデンの市長ルンバルドゥス・ファン・オイレンブルフ（Rombertus van Uylenburgh）の娘であった。婚約は1633年に行われ、結婚式は翌年に行われた。レンブラントは同時期の作品の中でこれら2つの出来事を描いている。早くも婚約から3日後、レンブラントはベルリン国立版画素描館に所蔵されている、花で飾られた大きな帽子をかぶり花を持ったサスキアの姿を銀筆で素描している。素描にはレンブラントによって「これは1633年6月8日に婚約してから3日後の21歳の妻です」と署名されている。また同年、レンブラントは彼女の肖像画とされるドレスデンのアルテ・マイスター絵画館の『微笑む若い女性の胸像』を制作した。
レンブラントはその後も繰り返しフローラを描いている。本作品とほとんど同時期かあるいはその翌年に、現在は『アルカディアの衣装を着たサスキア』と呼ばれているロンドンのナショナル・ギャラリー所蔵の第2の『フローラ』を、1641年に『赤い花のサスキア』とも呼ばれる第3のドレスデン美術館のバージョンを制作した。1654年のメトロポリタン美術館の第4のバージョンはサスキアの死後に制作された。

## 作品
22歳のサスキアは金糸をふんだんに織り込んだ緑色の衣装を身にまとい、右手に草花を絡めた杖を持ち、頭上に花々の王冠を戴いている。スカーフを胸元で交差させ、衣装の肩には鮮やかな緑のマントをつけている。サスキアの左手はそのマントをつかんで胸まで抱き上げている。サスキアは横向きに立ち、少し首を傾けて微笑みながら鑑賞者の側を向いている。サスキアの瞳は丸く、唇はふっくらとしている。耳にはティアドロップの真珠のイヤリングをつけている。緩くカールした栗毛色の長い髪は顔を縁取り、肩に掛かりながら背中に落ちている。頭上の赤い花々はサスキアの頬の色と調和している。
サスキアの右手の下に署名されている。
レンブラントが結婚した1634年に制作された本作品は、若い妻サスキアに対する画家の熱狂的な愛を証明している。レンブラントは彼女を豊かな色彩で取り囲むことで女性らしい魅力を強調しており、若い妻の姿を詩的な肖像画の中でできうる限り美しく飾りたいという、彼自身の素朴ではあるが強い思いを表現している。ポーズをとるサスキアの自信なさ気で臆病な仕草と、豪華な刺繍の衣装や宝飾品とのコントラストは絵画に特別な魅力を与えている。牧歌的で歴史的な肖像画の特徴を兼ね備えている。花冠と杖の新鮮で明るい花々は絵画の全体的な冷たい色彩に楽しい調子をもたらしている。
レンブラントの技法は特に衣服と調度品において、師であるピーテル・ラストマンを思い起こさせるが、筆遣いは変化に富み、表現力豊かである。顔と手の造形においては、ストロークはたがいに滑らかに流れ、衣装の端やひだの周りで太くなり、花や葉の輪郭を明確にする際に大胆に直線的になる。

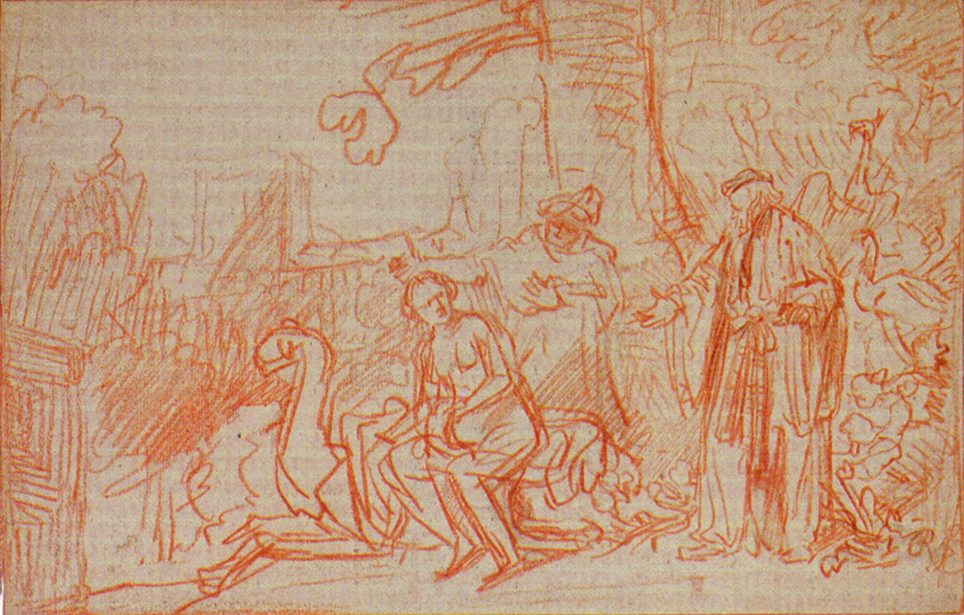
『スザンナと長老たち』の最初期の素描。1630年から1633年頃。裏に画家のメモが残されている。国立版画素描館所蔵。

『フローラ』は古典神話をモチーフとした1630年代の典型的な作品であり、メトロポリタン美術館の1633年の『ベローナ』（Bellona）、トーマス・S・カプラン（Thomas S. Kaplan）のライデン・コレクション（The Leiden Collection）の1635年の『書斎のミネルヴァ』（Minerva in haar studeervertrek）、プラド美術館の1634年の『ホロフェルネスの饗宴におけるユディト』（Judith at the Banquet of Holofernes）といったサスキアに触発されたレンブラントの作品群と完全に一致している。
絵画はかつては別のタイトルで呼ばれていた。たとえば、ヘルマン・アーレンツ卿のコレクションが売却されたとき、絵画は『フローラ』ではなく『羊飼いの女に扮した女性の肖像』と呼ばれていた。17世紀前半のオランダでは、肖像画に羊飼いや羊飼いの女の衣装を使用することが流行ったが、この流行は劇作家ピーテル・コネリス・ホーフトの1605年頃の牧歌劇『グラニダ』の出版によって喚起された。実際にレンブラントの弟子ホーファールト・フリンクは羊飼いに扮したレンブラントとサスキアの肖像画を制作している（それぞれアムステルダム国立美術館、アントン・ウルリッヒ公爵美術館に所蔵）。これに対してエルミタージュ美術館の初期の目録やカタログでは、『フローラ』は『若いユダヤ人』あるいは『偉大なユダヤ人の花嫁』と呼ばれていた。本作品の正確なタイトルはベルリン国立版画素描館が所蔵するレンブラントの素描の中から発見された。すなわち、レンブラントは1635年に弟子たちが制作したいくつかのフローラの絵画の販売の記録を『スザンナと長老たち』の最初期の全体素描の裏に書き残している。かつて美術史家フランソワ・エミール・ミシェルは、弟子たちの絵画がレンブラントのエルミタージュ美術館とロンドンのナショナル・ギャラリーの『フローラ』の複製ではないかと考えたが（1893年）、弟子の作品の販売に関するメモ書きが発見されたことによって、その仮説の正しさが証明されると同時に、本作品のタイトルが『フローラ』であることが確認された。

## 来歴
絵画の来歴は不明である。18世紀後半にアムステルダムのヘルマン・アーレンツ卿のコレクションとなっており、1770年4月11日に、アムステルダムのオークションハウス Jan Yver にて、「最高のブラバントとオランダの巨匠による極上の絵画のキャビネット」の一部として売却された。当時の記録によるとコレクションはヘルマン・アーレンツ自身が収集したものであったらしい。その後、ロシア皇帝エカチェリーナ2世によって購入され、サンクトペテルブルクのエルミタージュ宮殿の皇室コレクションに収蔵された。
1956年にアムステルダム国立美術館で開催されたレンブラント生誕350年を記念する展覧会で展示された際に、X線撮影による科学的調査が行われた。

## ギャラリー

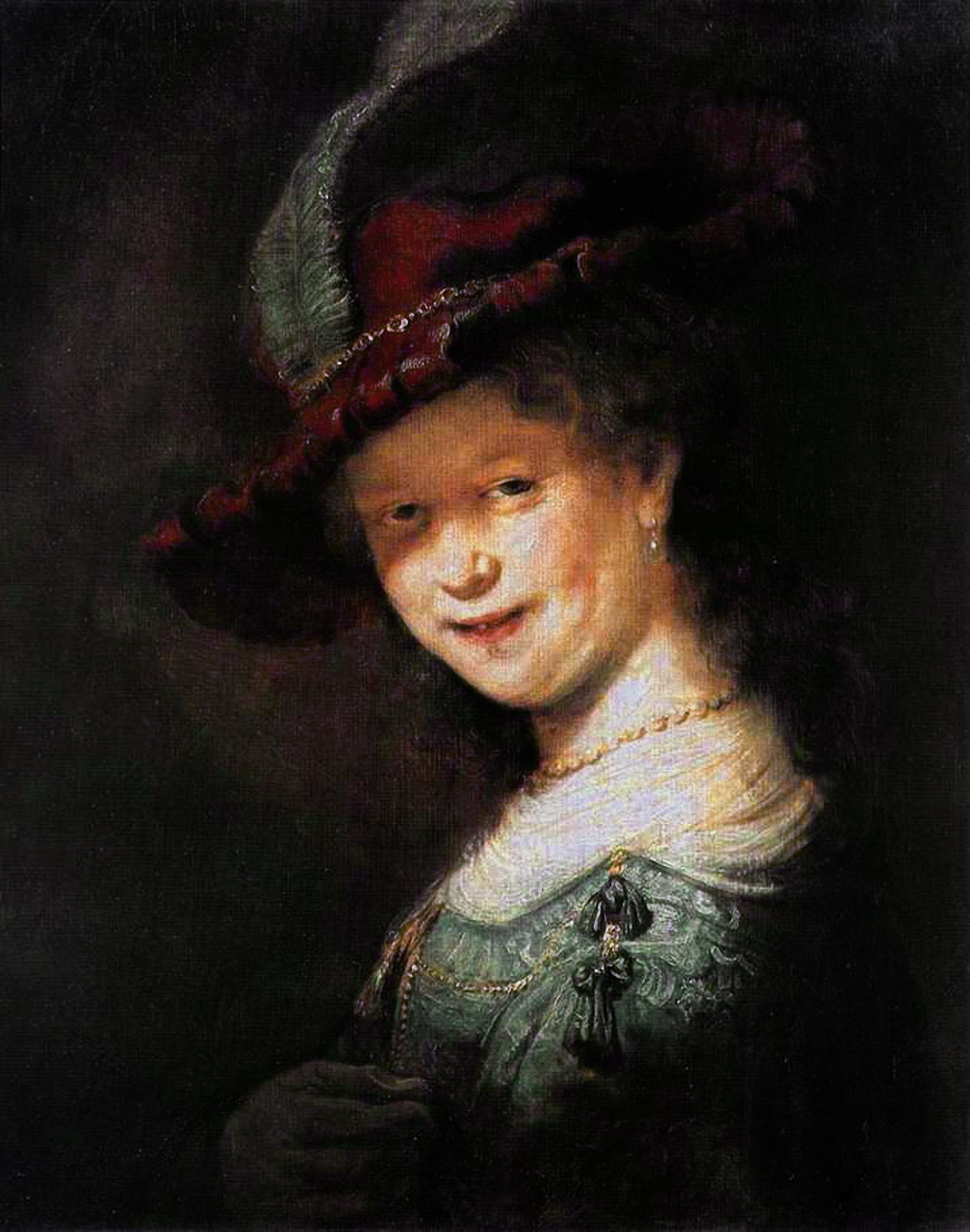
『微笑む若い女性の胸像』1633年 アルテ・マイスター絵画館所蔵
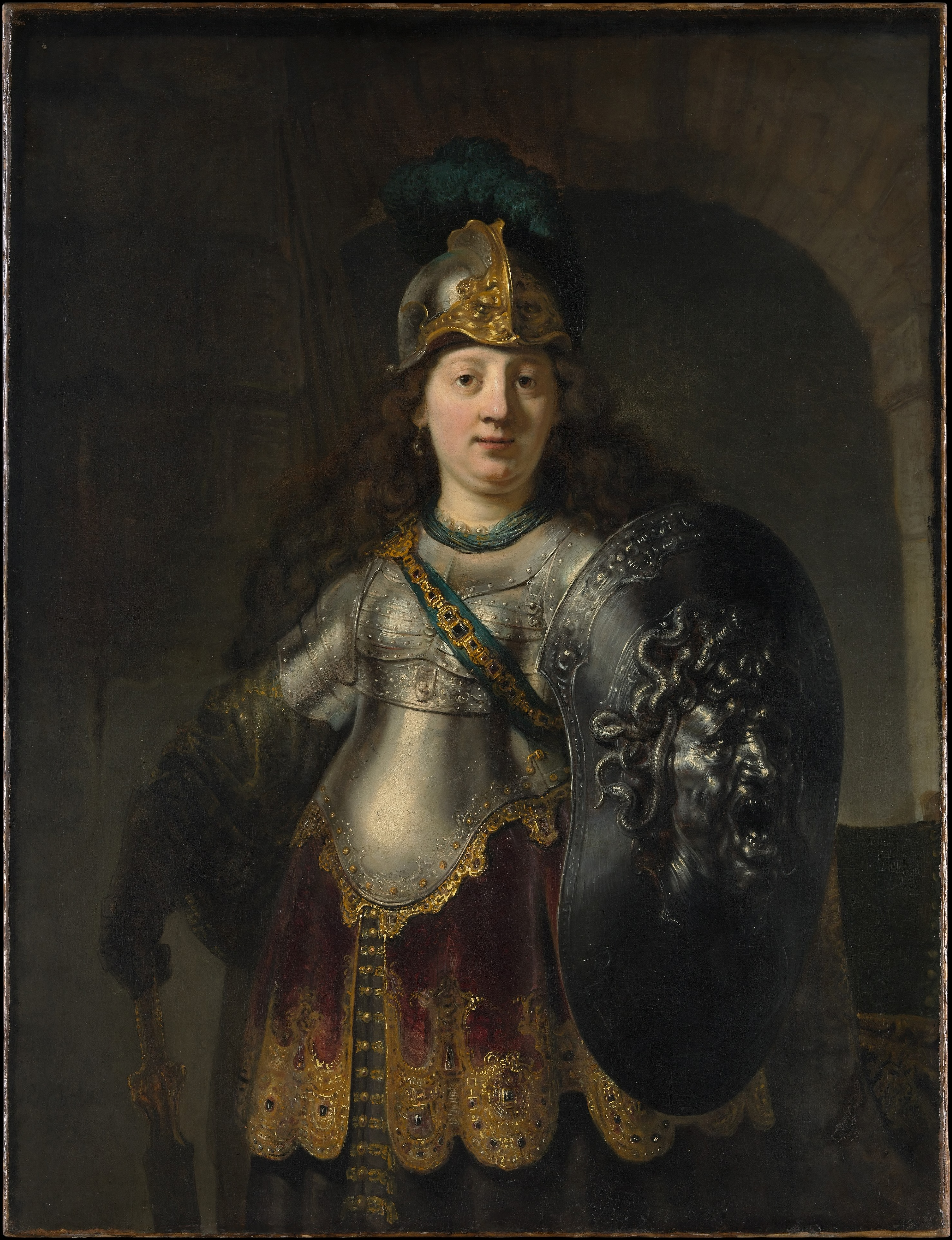
『ベローナ』1633年 メトロポリタン美術館所蔵
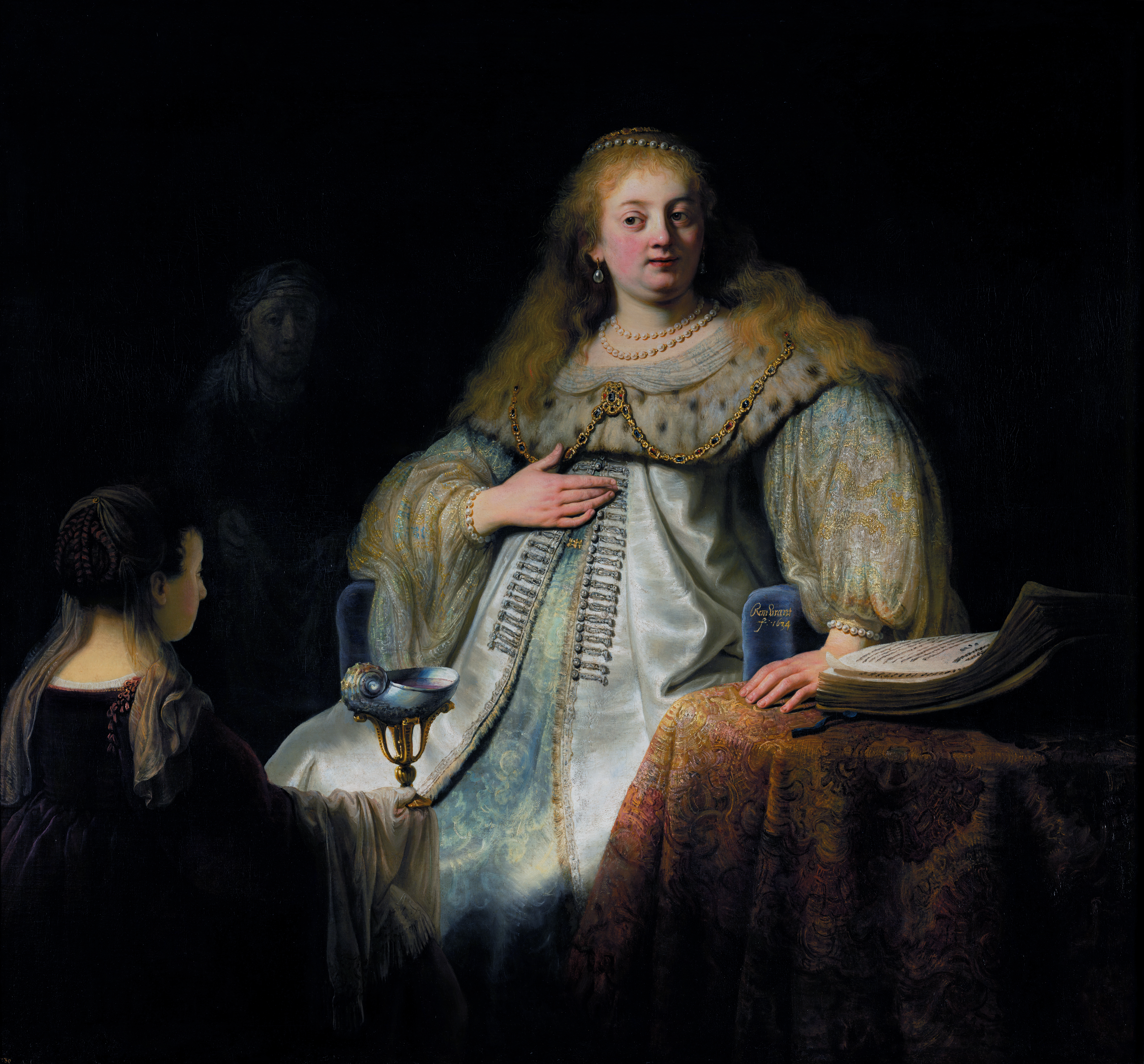
『ホロフェルネスの饗宴におけるユディト』1634年 プラド美術館所蔵
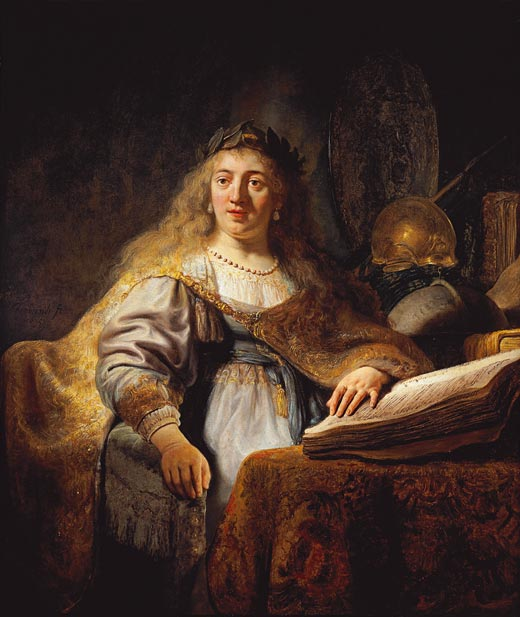
『書斎のミネルヴァ』1635年 ライデン・コレクション（The Leiden Collection）所蔵
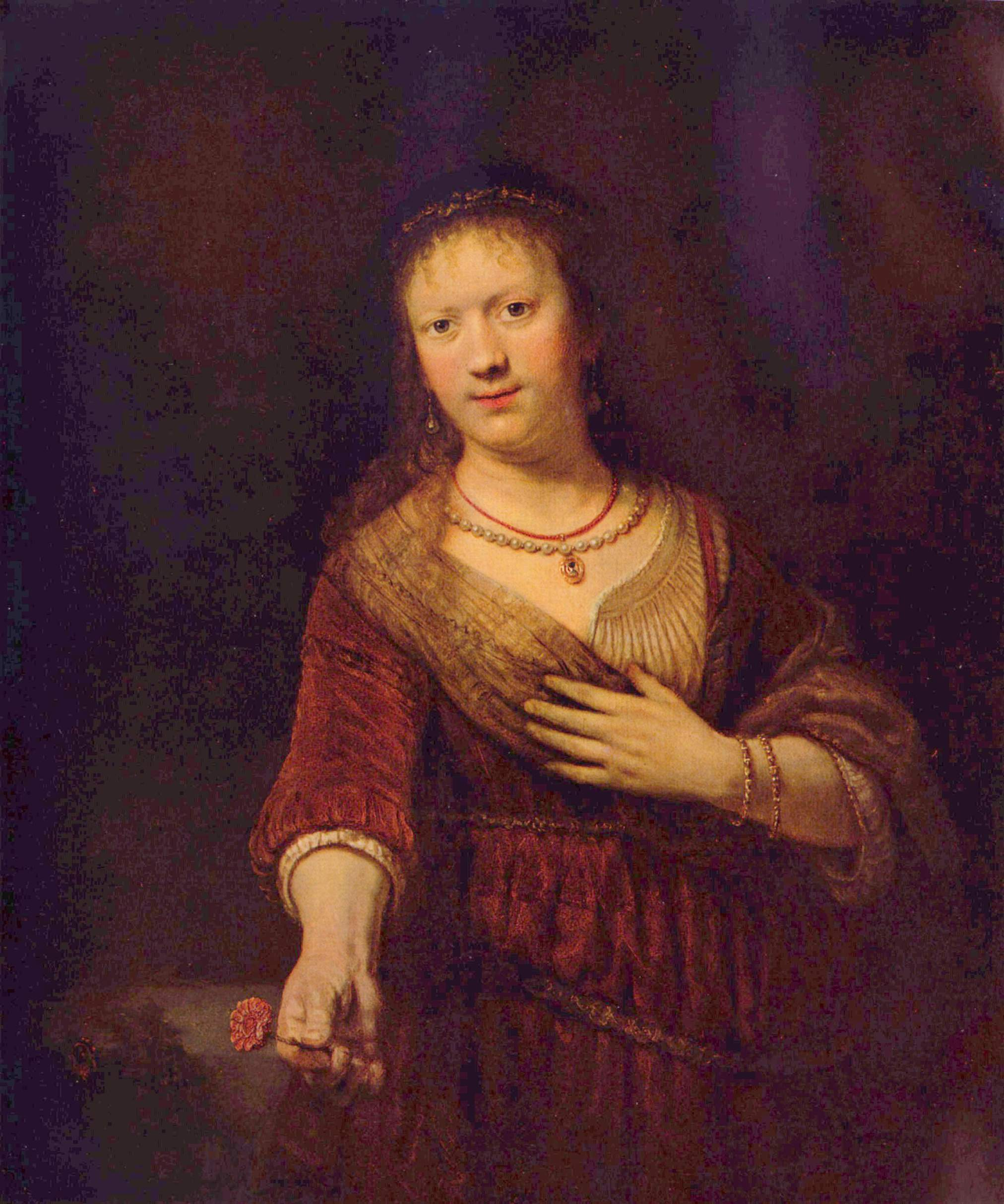
『フローラとしてのサスキア』1641年 ドレスデン美術館所蔵
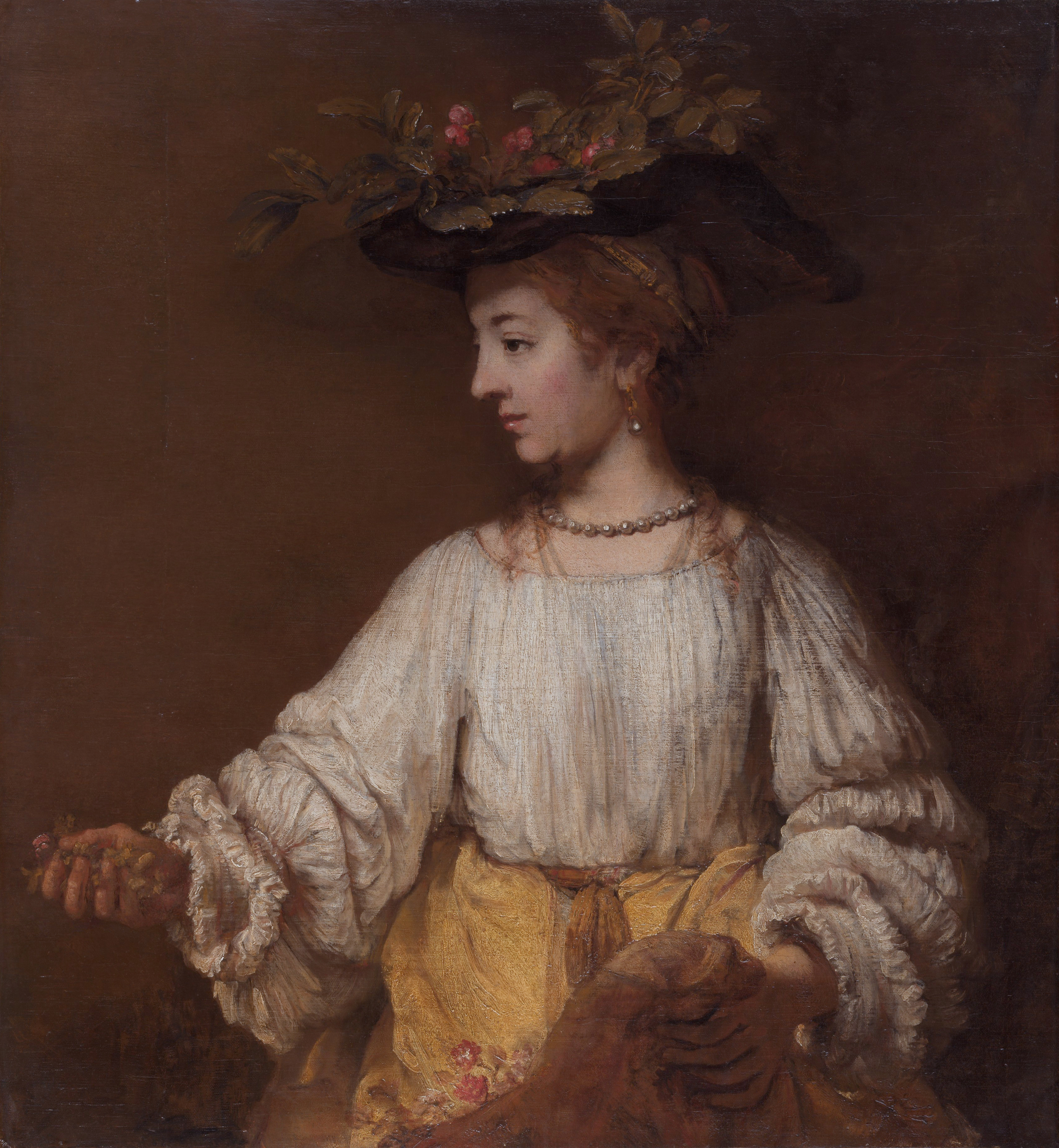
『フローラ』1654年頃 メトロポリタン美術館所蔵